# Liste der Baudenkmäler in Riedenberg
Auf dieser Seite sind die Baudenkmäler in der unterfränkischen Gemeinde Riedenberg zusammengestellt. Diese Tabelle ist eine Teilliste der Liste der Baudenkmäler in Bayern. Grundlage ist die Bayerische Denkmalliste, die auf Basis des Bayerischen Denkmalschutzgesetzes vom 1. Oktober 1973 erstmals erstellt wurde und seither durch das Bayerische Landesamt für Denkmalpflege geführt wird. Die folgenden Angaben ersetzen nicht die rechtsverbindliche Auskunft der Denkmalschutzbehörde.
 Diese Liste gibt den Fortschreibungsstand vom 15. April 2020 wieder und enthält 12 Baudenkmäler, die alle nachqualifiziert sind.

## Baudenkmäler nach Ortsteilen

### Riedenberg
| Lage                                                            | Objekt                               | Beschreibung | Akten-Nr.             | Bild           |
| --------------------------------------------------------------- | ------------------------------------ | --- | --------------------- | -------------- |
| Barnsteinerfeld; Mittelbachstraße (Standort)                    | Heiligenhäuschen                     | Mit Segmentbogenabschluss, quadratischer Nische und geohrter Rahmenzier, Sandstein, bezeichnet 1759                                    | D-6-72-145-2          | BW             |
| Farnsbergstraße 4 (Standort)                                    | Kreuzdachbildstock                   | Kreuzdachhaus mit Figurennische, INRI-Monogramm und Kleeblattkreuz, auf Rundsäule über Postament, Sandstein, bezeichnet „1640“         | D-6-72-145-1          | BW             |
| Kappenellernteile (Standort)                                    | Kreuzdachbildstock                   | Kreuzdachhaus mit Figurennische und als Reliefs IHS-Monogramm und Palmette, auf Rundsäule über Postament, Sandstein, bezeichnet „1748“ | D-6-72-145-12         | weitere Bilder |
| Kirchstraße 14 (Standort)                                       | Katholische Kuratiekirche St. Martin | Saalbau mit eingezogenem Chor, im Kern von 1706 bis 1708, 1897 verändert, 1977 erweitert; mit Ausstattung                              | D-6-72-145-4          | weitere Bilder |
| Kirchstraße (Standort)                                          | Grabmal für die Familie Reidelbach   | In Form eines neoklassizistischen Tempels, um 1910                                                                                     | D-6-72-145-4          | weitere Bilder |
| Kirchstraße (Standort)                                          | Friedhofskreuz                       | Kruzifix auf Postament mit Inschrift, Sandstein, bezeichnet „1837“                                                                     | D-6-72-145-4          | weitere Bilder |
| Kirchstraße (Standort)                                          | Prozessionsaltar                     | Sandstein, bezeichnet „1748“ | D-6-72-145-4          | weitere Bilder |
| Kreuzbergstraße 20 (Standort)                                   | Ehemaliges Wohnstallhaus             | Eingeschossiger Satteldachbau mit Zierfachwerk, bezeichnet „1688“                                                                      | D-6-72-145-6          | weitere Bilder |
| Kreuzbergstraße 74 (Standort)                                   | Kreuzdachbildstock                   | Kreuzdachhaus mit Figurennische, Wappenrelief und Inschrift, Säulenschaft mit Weinrebenspiralen, Sandstein, bezeichnet „1689“          | D-6-72-145-7          | weitere Bilder |
| Sinn (Standort)                                                 | Bogenbrücke, sogenannte Sinnbrücke   | Dreibogige Steinbrücke aus Hau- bzw. Werkstein, mit betoniertem Aufbau und asphaltierter Decke, 17. Jahrhundert                        | D-6-72-145-3          | weitere Bilder |
| Sinntalstraße (Standort)                                        | Bildstock                            | Aufsatz mit Segmentdachbögen und Kreuzbekrönung, auf Rundsäule über hohem Sockel, Sandstein, um 1750                                   | D-6-72-145-8          | BW             |
| Sinntalstraße 16 (Standort)                                     | Wegkreuz                             | Kruzifix auf Postament mit Inschrift, Sockel bezeichnet „1839“, Holzkorpus von 1923                                                    | D-6-72-145-9          | weitere Bilder |
| Sinntalstraße 16 (Standort)                                     | Heiligenhäuschen                     | Rundbogennische auf Sockel, Steinkugel als Bekrönung, Sandstein, bezeichnet „1751“                                                     | D-6-72-145-9          | weitere Bilder |
| Sinntalstraße 36 (Standort)                                     | Bildstock                            | Aufsatz mit Segmentdachbögen und Reliefschmuck, auf Rundsäule, Sandstein, Mitte 18. Jahrhundert                                        | D-6-72-145-10         | weitere Bilder |
| Sinntalstraße 39 (Standort)                                     | Heiligenhäuschen                     | Sockel mit Nischenaufsatz und Baldachindach, mit Kugel und Kreuzbekrönung, Sandstein, 18./19. Jahrhundert                              | D-6-72-145-11         | weitere Bilder |
| Sinntalstraße; Kreuzbergstraße; Nähe Kreuzbergstraße (Standort) | Wegkreuz                             | Kruzifix auf Postament mit Inschrift, Sandstein, bezeichnet „1762“                                                                     | D-6-72-145-5          | weitere Bilder |
| Frühlingstraße (Standort)                                       | Heiligenfigur                        | Madonna, flankiert von zwei Putten mit Füllhörnern auf Postament, Marmor, von Jakob Angermair, 1917/18                                 | D-6-72-457-1 Wikidata | weitere Bilder |